# 先天道院

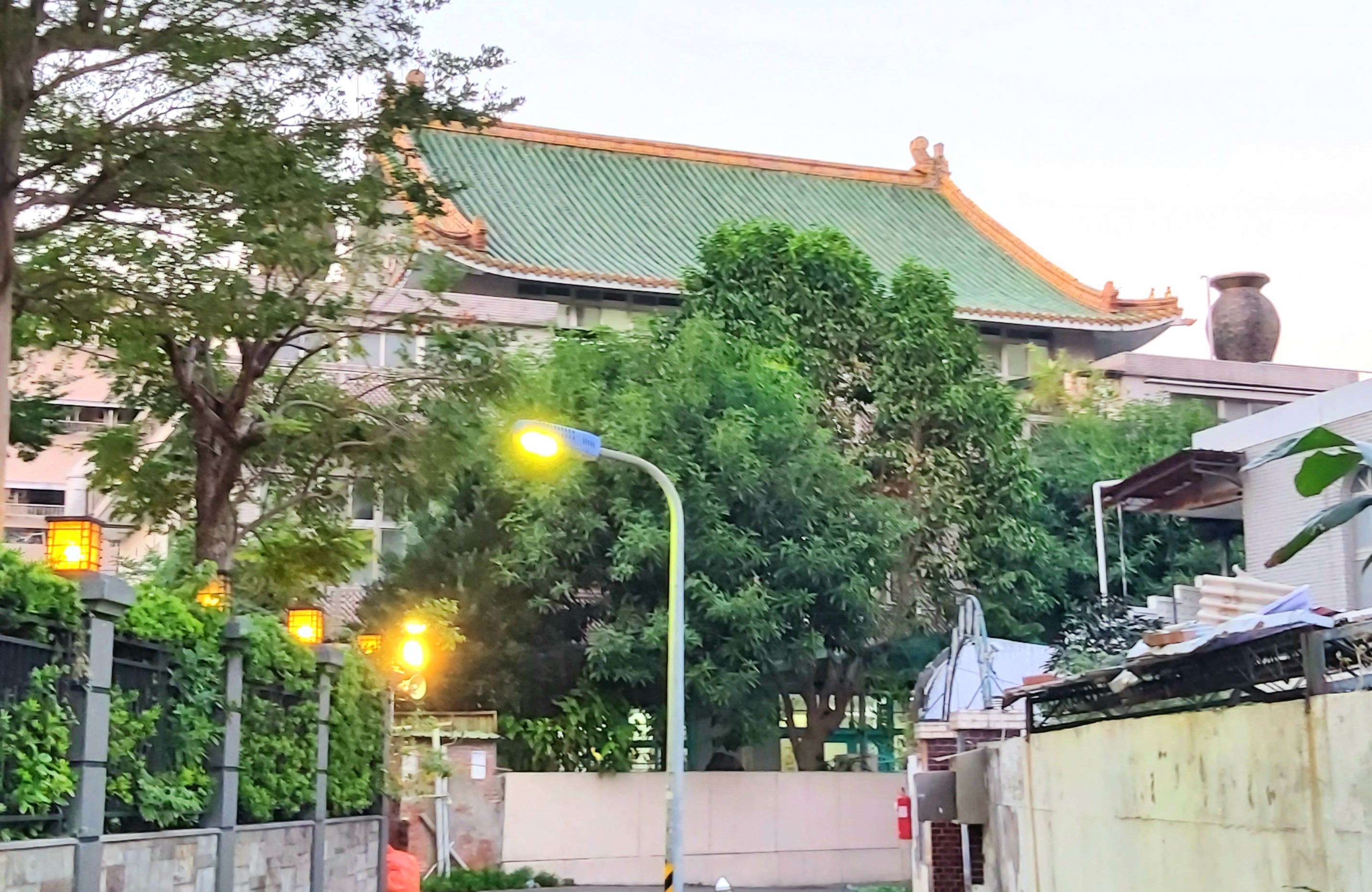
先天道院

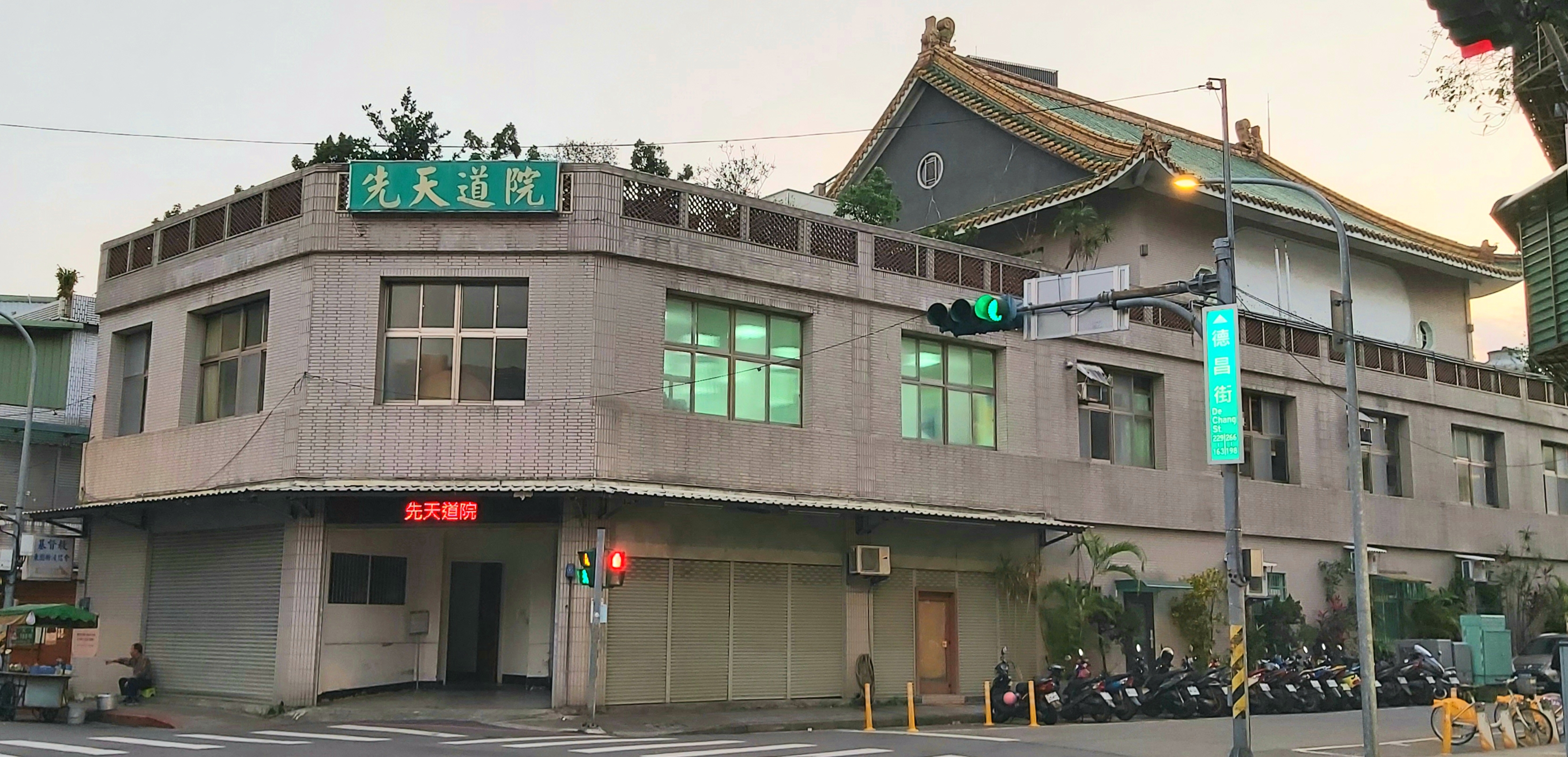
建物後側視角

先天道院為一貫道，基礎組，忠恕的廟宇，位於台灣台北市寶興街，為主祀明明上帝。該建物興建於1967年，今為位於台北萬華區之仿古廟宇建築。另外，該廟宇的組織型態為管理人制，祭典日期則是每年農曆之六月十五。

## 概要

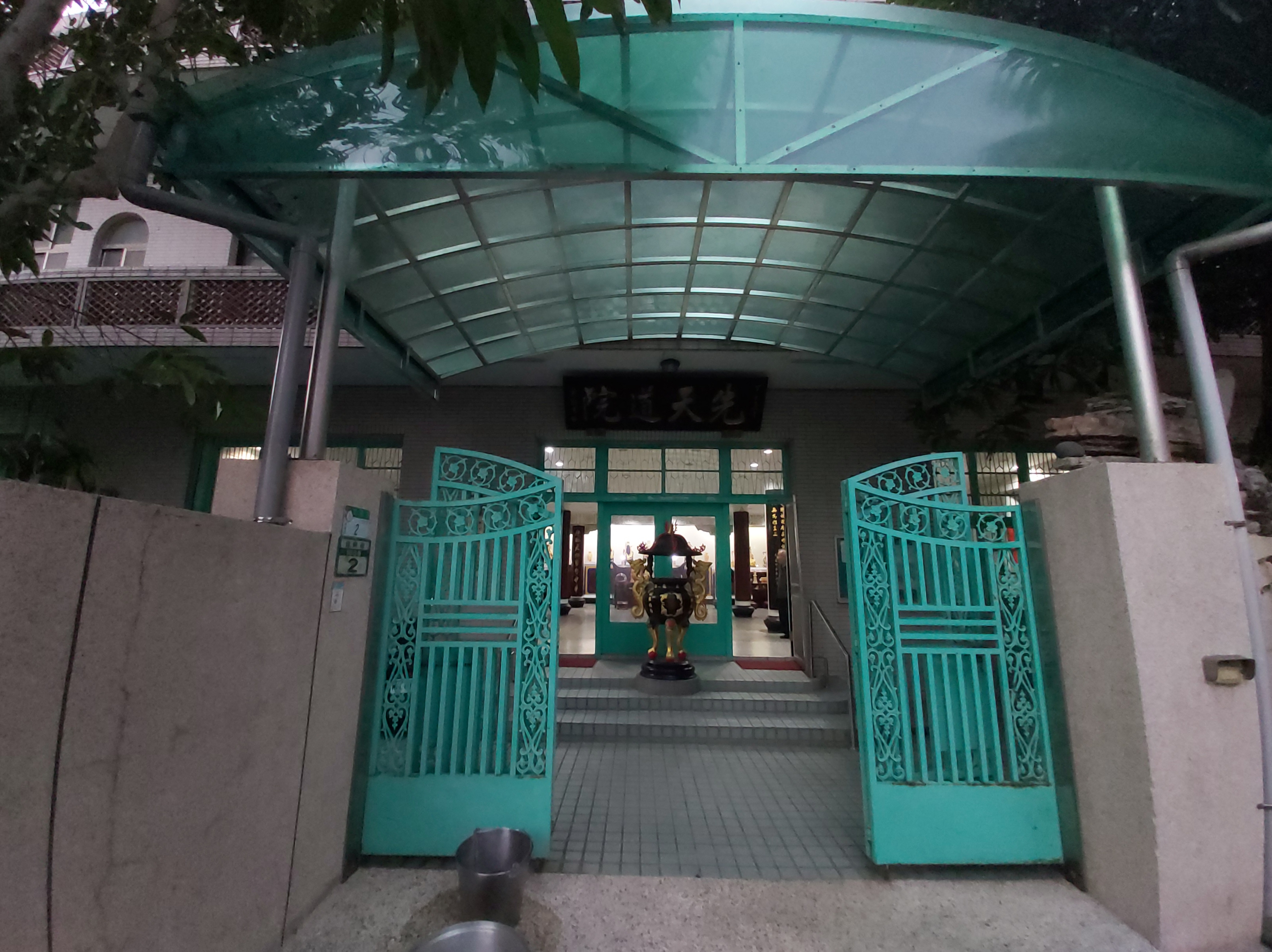
先天道院大門

先天道院建地面積208坪，樓高三層，一樓大廳左右各有鐘、鼓一座，正中龕位供奉太上老君、關聖帝君、文昌帝君、呂仚祖、岳飛；兩旁配祀天上聖母、觀音大士等台灣民間信仰神祇。二樓為講堂，三樓為「先天佛堂」，供奉一貫道主神明明上帝，為該機構辦道傳教之大堂，內部採挑高設計，藻井原採八卦圖案設計，現已改為無極天體造型。

## 外部連結
- 先天道院源流傳承 （页面存档备份，存于）
- 基礎忠恕先天道院的Facebook專頁